# 夕焼けのメロディー
夕焼けのメロディー（ゆうやけのメロディー）は、Scoobie Doのシングルである。
1999年、KOGARecordsレーベルからリリースされた初のマキシシングル。プロデューサーはデキシード・ザ・エモンズのハチマヨシヒロ。後に、アナログ2曲ごとに分けたアナログ盤「夕焼けのメロディー」と「Eの循環」をリリースしている。
メジャーデビュー後、「夕焼けのメロディー」は新たに録音されリリースされているが、他の楽曲は、このマキシシングルのみ収録。

## 収録曲
1. Come On Now!
2. Eの循環
3. 夕焼けのメロディー
後にリリースされたミニアルバム「GET UP」に再録収録。
4. 雨が降ったら

全作詞・曲/松木泰二郎、全編曲/Scoobie Do

### アナログ盤
- 「夕焼けのメロディー」

1. Come On Now!
2. 夕焼けのメロディー
(1999.02.20 - KOGA-065)※廃盤

- 「Eの循環」

1. Eの循環
2. 雨が降ったら
(1999.03.14 - KOSD-001)※廃盤 - 会場限定販売

## メンバー
- マツキタイジロウ : ギター、コーラス
- コヤマシュウ : シンガー
- オカモトタクヤ : ドラム、コーラス
- セキグチケンタロウ : ベース、コーラス

## 参加ミュージャン
- オマタユキフミ : アルトサックス
- ジンボヨウヘイ : トランペット

## スタッフ
- 古閑裕 : ディレクター
- マキノユウ : エンジニア
- ヤマグチエミ : マスタリングエンジニア